# 9104 Matsuo
9104 Matsuo este un asteroid din centura principală de asteroizi.

## Descriere
9104 Matsuo este un asteroid din centura principală de asteroizi. A fost descoperit pe 20 decembrie 1996 la Ōizumi de Takao Kobayashi. El prezintă o orbită caracterizată de o semiaxă mare de 2,78 ua, o excentricitate de 0,17 și o înclinație de 8,5° în raport cu ecliptica.